# Ferdinand Eduard Groschupp

Ferdinand Eduard Groschupp 1878 in Couleur

Ferdinand Eduard Groschupp (* 12. Februar 1850 in Braunsdorf; † 7. Dezember 1933 in Stahnsdorf) war ein deutscher Ingenieur für Lokomotivbau, Geheimer Regierungsrat und Mitglied des Reichspatentamtes.

## Leben
Ferdinand Eduard Groschupp, Sohn des Landwirts Friedrich Groschupp, erlernte nach dem Besuch der Schulen den Maschinenbau praktisch und arbeitete ein Jahr als Techniker im Büro der Armaturenfabrik G. W. Julius Blancke in Merseburg. Am 1. Oktober 1871 trat er als Einjähriger bei dem neu gegründeten Eisenbahn-Bataillon ein. Nach beendeter Dienstzeit fuhr er bei der Thüringer Eisenbahn zwei Jahre auf der Lokomotive und legte die Prüfung als Lokomotivführer ab. Vom Wintersemester 1874 bis 1877 absolvierte er das Studium des Maschinenbaus an der Gewerbeakademie Charlottenburg, wo er sich dem Verein der Sachsen, dem späteren Corps Saxonia-Berlin, anschloss. Mehrere Semester gehörte er dem Neuner-Ausschuss der Studentenschaft an.
Nach beendetem Studium legte er das Maschinenbauführer-Examen ab und wurde im maschinenbautechnischen Büro der Eisenbahndirektion Berlin angestellt. Am 1. September 1884 wurde er nach abgelegtem Regierungs-Baumeister-Examen zum Bau von schweren Heißluft-Lokomotiven in das Konstruktionsbüro der Eisenbahndirektion Erfurt berufen. Nach längerer Tätigkeit in Erfurt kehrte er zunächst für kürzere Zeit zum Betriebsamt Anhalter Bahn nach Berlin zurück, von wo er zur Eisenbahn-Hauptwerkstatt in Tempelhof versetzt wurde. Er übernahm die Abteilung für Lokomotivbau und wurde zum Eisenbahn-Bauinspector befördert.
1894 schied er aus dem Staatseisenbahndienst aus und wurde zum Kaiserlichen Regierungsrat und Mitglied des Reichspatentamtes ernannt. Nach einigen Jahren wechselte er in die Beschwerdeabteilung unter Beförderung zum Oberregierungsrat. 1904 wurde er zum Geheimen Regierungsrat befördert. 1923, im Alter von 73 Jahren, wurde er pensioniert. Groschupp ist auf dem Wilmersdorfer Waldfriedhof Stahnsdorf beigesetzt.

## Auszeichnungen
- Königlich bayerischer Verdienstorden vom Heiligen Michael IV. Klasse (1889)[3]
- Roter Adlerorden IV. Klasse (1908)[4]
- Preußisches Verdienstkreuz für Kriegshilfe
- Eisernes Kreuz 2. Klasse am weißen Bande